# Pasquier Quesnel
Pasquier Quesnel, pronuncia: /pasˈkje kəˈnɛl/ , (Parigi, 14 luglio 1634 – Amsterdam, 2 dicembre 1719), è stato un teologo e religioso francese, oratoriano, famoso per i suoi scritti e per la lunga lotta che dovette sostenere nella querelle giansenista in Francia.

## Biografia
Nato in un'antica famiglia aristocratica, studiò dapprima al collegio dei gesuiti a Clermont, poi teologia e filosofia alla Sorbona di Parigi. All'età di 23 anni entrò nella Congregazione dell'Oratorio dove venne impiegato soprattutto nell'educazione dei giovani. Nel 1657 fu ordinato prete. Entrò in amicizia col capofila dei giansenisti Antoine Arnauld nel seminario di Saint-Magloire, nel quale Quesnel era vicedirettore e Arnauld vi si era rifugiato.
Per i giovani nel 1671 pubblicò un breve manuale sui Vangeli. Il manuale, ampliato, divenne una corposa opera in lingua francese sul Nuovo Testamento che diede origine a vivaci polemiche, dall'approvazione dell'arcivescovo di Parigi Noailles fino alla condanna ad opera di Clemente XI il breve Universi dominici gregis nel luglio 1708. Nel 1675 l'edizione delle opere di papa Leone I curata da Quesnel fu messa all'Indice, a causa dell'impronta giansenista delle note e delle dissertazioni che vi erano accluse. Nello stesso anno curò la prima pubblicazione della Collectio Quesnelliana. Le simpatie giansenista sempre più evidenti in Quesnel portarono dapprima alla sua cacciata da Parigi nel 1681 e al suo esilio a Orléans, e tre anni dopo all'espulsione dall'Oratorio per aver rifiutato di accettare i decreti anti-giansenisti promulgati nel 1672 dal generale de Sainte-Marthe. Dopo l'espulsione dalla Francia (1684) Quesnel visse a Bruxelles in compagnia di Arnauld; alla morte di quest'ultimo (1694), Quesnel fu considerato il principale esponente del giansenismo. Nel 1703 fu arrestato a Bruxelles, ma presto fuggì ad Amsterdam, dove alla fine si stabilì definitivamente.
Nel novembre del 1711 il re Luigi XIV di Francia domandò al papa una nuova bolla (ma rispettosa delle libertà gallicane) che egli stesso si impegnava a far pubblicare. L'8 settembre 1713 usciva la bolla Unigenitus che condannava 101 proposizioni estratte dal libro di Quesnel. Quesnel, d'altronde, non ammise mai che le sue opinioni potessero essere eretiche.